# Inmaculada Urzainqui Miqueleiz
Inmaculada Urzainqui Miqueleiz (* 1947 in Garde) ist eine spanische Hispanistin. Sie gehört zu den bekanntesten Forscherinnen zur spanischen Aufklärung.

## Leben und Wirken
Inmaculada Urzainqui Miqueleiz wurde 1947 in Garde (Navarra) geboren. Sie studierte Philologie an der Universität Oviedo.
Sie ist Professorin für Spanische Literatur an der Universität Oviedo und war zudem von 1993 bis 2007 Leiterin des Instituto Universitario Feijoo de Estudios del Siglo XVIII an dieser Universität. Im Rahmen dieser Tätigkeit war sie an der Herausgabe der kritischen Werkausgabe von Feijoo beteiligt.
Ihr besonderer Forschungsschwerpunkt sind die Literatur – insbesondere Feijoo und Jovellanos – und die Presse in der Zeit der Aufklärung.

## Schriften (Auswahl)
- "Catalin" de Rita Barrenechea y otras voces de mujeres en el siglo XVIII, Oviedo 1983.
- De nuevo sobre Calderón en la crítica española del siglo XVIII, Oviedo 1984
- (zus. mit Joaquín Álvarez Barrientos und François López) La república de las letras en la España del siglo XVIII, Madrid 1995.
- (als Herausgeberin) Feijoo hoy, Madrid 2003.